# David Páramo
Mauricio David Páramo Chávez (Ciudad de México, 1 de diciembre de 1966), conocido como David Páramo, es un periodista y columnista financiero mexicano.
En televisión, desde el 2016, es colaborador en el noticiero nocturno Imagen Noticias con Ciro Gómez Leyva, de Imagen Televisión. En la radio, conduce la emisión Análisis Superior, en Imagen Radio, y en la prensa escrita contribuye con la columna «No tires tu dinero» para el diario Excélsior. Previamente, colaboró en radio y televisión para Radio Fórmula y TV Azteca, respectivamente.[cita requerida]

## Trayectoria
Se inició en el periodismo cuando su padre lo invitó como acompañante a realizar una entrevista. Durante esta, Páramo formuló preguntas al entrevistado y su padre le pidió que transcribiera la entrevista y que la presentase al director de la revista Señal, Alberto Barranco Chavarría, quien lo contrató.
Ingresó al periódico El Economista en 1987, y realizó allí su columna financiera en 1992, la cual continúa en el diario Excélsior. Años más tarde, laboró en CNI Canal 40 y en Radio Fórmula.[cita requerida]
De julio de 1994 a febrero del 2008, fue conductor y colaborador de diversos programas radiofónicos de Grupo Fórmula y del programa radiofónico Tarde o temprano, con Enrique Campos. Fue colaborador en Fórmula de la tarde, con Ciro Gómez Leyva, y En los tiempos de la radio, con Óscar Mario Beteta.[cita requerida]
De octubre de 1997 a junio del 2007, fue panelista del programa radiofónico Fórmula financiera, de Grupo Fórmula. Entre julio y noviembre del 2007, fue comentarista de finanzas y deportes en la emisión José Ramón es la fórmula, con José Ramón Fernández.[cita requerida]
En CNI Canal 40 (el antecesor de Proyecto 40), fue conductor del programa Dinero y alebrijes. En esa misma estación, fue comentarista financiero del Noticiero nocturno, con Ciro Gómez Leyva.[cita requerida]
Ha sido columnista del periódico El Economista de 1992 a febrero del 2006, miembro fundador, en 1987, de ese diario, en el que se desempeñó como reportero y editor de la sección «Valores y dinero», así como responsable del área de investigaciones especiales. En Proyecto 40, tuvo su propio programa, llamado Poder financiero, a la par de ser comentarista en Hechos meridiano, en TV Azteca, con Alejandro Villalvazo y Ana Winocur, desde agosto del 2005 hasta el 2016, año en qué presentó su renuncia en TV Azteca para enfocarse solo en Grupo Imagen.[cita requerida]
Colabora desde el 2016 para Grupo Imagen, en el periódico Excélsior, con las columnas «No tires tu dinero» y «Personajes de renombre», donde se caracteriza por un estilo contundente, agresivo y a veces polémico. En el 2016, apareció en Imagen Televisión, que inició transmisiones el 17 de octubre de ese año, como colaborador del noticiero nocturno a cargo de Ciro Gómez Leyva.  
Del 2008 al 2017, condujo el programa No tires tu dinero por Reporte 98.5. Debido al cambio del formato de la emisión, Páramo inició en 2017 el programa En firme por Imagen Radio, que modificó su nombre por el de Análisis superior.[cita requerida]
Ha escrito los libros El asalto a la banca y Nos volvieron a saquear: Crónica de la intempestiva devaluación y la crisis económica que derribaron la promesa de bienestar para tu familia.[cita requerida]

### En firme
David Páramo conduce el programa de radio En firme a través de Imagen Radio. En la emisión, enlaza a sus radioescuchas con algunos asesores de las distintas instituciones financieras. Anteriormente, el programa se llamaba "No tires tu dinero" que, con el mismo objetivo, se emitía en el 98.5 de FM cuando se llamaba "Reporte 98.5" pero, debido a que cambió a RMX, Páramo se mudó a Imagen Radio 90.5 FM en la Ciudad de México, con cobertura nacional.[cita requerida]

## Premios y reconocimientos
El 22 de junio del 2010, el comentarista financiero recibió el Excelsis, premio otorgado por la Global Quality Foundation a quienes ejercen su profesión con excelencia.[cita requerida]

## Enfermedad
La noche del 30 de abril del 2021, la periodista Alicia Salgado informó, a través de su cuenta en Twitter, que Páramo se encontraba internado en el Hospital ABC de Santa Fe, en terapia intensiva y en estado de coma.
Cerca de una hora después, a través de su noticiero, el periodista Ciro Gómez Leyva informó que su colaborador había sufrido por la mañana un accidente vascular, producto de un aneurisma y que, para ese momento, llevaba ya varias horas en cirugía. Inmediatamente después, mandó un video con mensajes de apoyo por parte de sus compañeros, además de hacer lo propio. Apenas un día antes, el analista había presentado su sección de análisis económico en dicho noticiero.
La mañana del 1 de mayo, Ciro Gómez Leyva reportó, vía Twitter, que David Páramo había salido bien de la cirugía y que se encontraba grave pero estable, y agradecía por las muestras de cariño enviadas a su colaborador. Ese mismo día se filtro a través de Twitter un video del momento en el cual Páramo sufrió el accidente vascular mientras se encontraba dentro de un auto, a raíz de esto Ciro Gómez Leyva reveló dos días después que su compañero perdió el estado de despierto mientras manejaba en compañía de su hijo lo que lo llevó a perder el control del vehículo e impactar con otro auto, pese a esto Páramo alcanzó a dar algunos números de teléfono que permitieron su traslado al hospital. Durante la tarde de ese día Páramo fue despertado del estado de coma durante unos minutos en los cuales mostró reacciones favorables, posteriormente volvió a ser sedado.
El 12 de mayo se reportó la extubación de David Páramo respirando con autonomía además de poder entender y responder a indicaciones, ese mismo día el equipo de fútbol Cruz Azul (al cuál Páramo es aficionado) compartió a través de sus redes sociales una fotografía con el hashtag #FuerzaDavidParamo seguido de una fotografía del equipo. La noche del 19 de mayo al final del noticiero de Ciro Gómez Leyva fue compartido un mensaje de David Páramo desde el hospital en el cual este informó de su pronto regreso a la televisión además de enviar un mensaje de apoyo al Cruz Azul, equipo que conseguiría el campeonato del Torneo Guard1anes Clausura 2021 en un partido visto y celebrado por David Páramo desde el hospital.
El 14 de junio antes de finalizar su noticiero, Ciro Gómez Leyva informo haber visitado a David Páramo el día anterior encontrándolo ya fuera de terapia intensiva y sin estar conectado a ningún aparato por lo que aseguró un pronto regreso a la televisión de su compañero aunque sin especificar fecha alguna.
El 7 de julio David Páramo finalmente pudo abandonar el hospital para continuar su recuperación desde su hogar dándose a conocer esto la noche del día anterior en el noticiero de Ciro Gómez Leyva en donde también se dio a conocer que aún mantenía secuelas de la enfermedad en cuanto al caminar y a la velocidad para hacer cosas sin embargo había confianza en superar esto en un periodo de rehabilitación que Páramo debería seguir, el 10 de agosto el analista volvió a referirse a su cercano regreso a la televisión a través de Twitter.